# Entrepreneurs du Monde
Entrepreneurs du Monde è un'organizzazione non governativa francese di sviluppo internazionale creata nel 1998 e operativa in dieci paesi dell'Africa, dei Caraibi e dell'Asia.
L'organizzazione sostiene programmi di microfinanza a forte orientazione sociale,  puntando migliaia di donne e uomini in situazione di forte precarietà. Il suo scopo maggiore è di sostenere lo sviluppo dei loro progetti di attività economica.

## Cronistoria
L'organizzazione è stata creata a Colombes, Hauts-de-Seine in Francia a giugno del 1998 dal suo direttore attuale, Franck Renaudin.
Inizialmente per merito di un impegno volontario dei suoi membri, Entrepreneurs du Monde ha avviato la sua attività contribuendo a programmi esistenti nelle Filippine e in India. Nel 2003, l'attività si sviluppa notevolmente e il primo impiegato è assunto. In novembre dello stesso anno, la sede si trasferisce a Poitiers (Vienne) in Francia in un palazzo condiviso con l'ONG Iniziativa Sviluppo (Initiative Développement). Nel 2004 e 2005, Iniziativa Sviluppo affida i suoi programmi di microfinanza in Benin, in Ghana e in Haiti a Entrepreneurs du Monde.
Nello stesso tempo, l'organizzazione sviluppa nuovi programmi nelle Filippine (2005), in India (2006), in Cambogia (2006), in Vietnam (2007), in Mongolia (2008) e in Burkina Faso (2008) mentre un accordo di monitoraggio tecnico è concluso per lo sviluppo di un programma di prestiti bancari in zona rurale nel sud della Birmania (2005).
| Paese        | Organizzazioni partner                                                          | Posto                   |
| ------------ | ------------------------------------------------------------------------------- | ----------------------- |
| Benin        | Association de Lutte pour la promotion des Initiatives de Développement (ALIDé) | Cotonou                 |
| Birmania     | Yadana Suboo                                                                    | Kanbauk                 |
| Burkina Faso | Association Inter Instituts "Ensemble et Avec" (AsIEnA)                         | Ouagadougou             |
| Burkina Faso | Laafi Sira Kwieogo (LSK)                                                        | Ouagadougou             |
| Burkina Faso | Micro Start                                                                     | Ouagadougou             |
| Cambogia     | Chamroeun                                                                       | Phnom Penh              |
| Cambogia     | Sovann Phoum                                                                    | Phnom Penh              |
| Filippine    | Gabay Buhay                                                                     | Manila                  |
| Filippine    | Inner City Development Corporation (ICDC)                                       | Manila                  |
| Filippine    | SEED                                                                            | Cavite                  |
| Filippine    | Space                                                                           | Manila                  |
| Filippine    | Uplift Philippines                                                              | Manila                  |
| Ghana        | Initiative Development Ghana                                                    | Accra                   |
| Ghana        | Village Exchange Ghana                                                          | Ho                      |
| Haiti        | Initiative de Développement par la Microfinance                                 | Port-au-Prince, Cabaret |
| India        | Navnirman Community Resource Center (NCRC)                                      | Calcutta                |
| Mongolia     | Gumi                                                                            | Khishig-Öndör           |
| Vietnam      | Chi Em                                                                          | Ðien Biên Phu           |

## Approccio economico-sociale
Entrepreneurs du Monde può rivendicare di aver sostenuto 59 600 microimprenditori nel 2009. Il suo obbiettivo è di sostenere sempre più microimprenditori mediante i suoi programmi sviluppati in 10 paesi nel 2010, offrendo loro le garanzie seguenti:
1. Prestiti bancari (microcredito) per finanziare la creazione o lo sviluppo di un'attività economica piccola, in area rurale o urbana.
2. Prodotti di risparmio (micro-risparmi) per rinforzare la capacità delle famiglie a gestire i loro budget ed a anticipare i loro bisogni;
3. Micro assicurazione di sanità[13], con lo scopo di ridurre la vulnerabilità delle famiglie e evitare di mettere in pericolo i loro progressi economici raggiunti;
4. Formazioni : formazioni su argomenti economici (management del budget familiare, determinazione del profitto, etc.) ; formazioni su argomenti sociali (prevenzione della malaria, relazioni uomini/donne, etc.) ; formazioni pratiche (corsi di cucina, corsi di parrucchiere ed estetista, etc.)[14]
5. Servizio sociale permanente: nelle agenzie urbane, un impiegato sociale consiglia i microimprenditori i più poveri e orienta loro verso altri organismi che possono fornire un sostegno complementare.
6. Impresa sociale: per promuovere alcune attività ad alto impatto sociale da un lato ed economicamente durevoli d'altro lato. Nella maggior parte dei casi, sono attività innovatrici che possono avere un impatto sulla salute (produzione di spirulina, di latte di cavalla e/o di carabao), sulle abitazioni (costruzione di case utilizzando le tecniche di volta nubiana, fabbricazione di mattoncelli di carta usati come combustibile per la cucina) o sull'ambiente (fornelli migliorati). Entrepreneurs du Monde mira quindi a contribuire nella strutturazione di un iter economico[2].

## Struttura e finanziamenti
Entrepreneurs du Monde è un'associazione registrata sotto la legge del 1901 senza scopo di lucro, che impiegava, in data del 31 dicembre 2009, 10 dipendenti e 3 volontari sparsi tra la sede di Poitiers e i programmi burkinabé, cambogiano, ghanese, indiano, filippino e vietnamita.
Entrepreneurs du Monde è finanziata sia da fonte private (principalmente privati e/o fondazioni) che da fonte pubbliche, specialmente dalla l'Agenzia francese per lo sviluppo (Agence Française de Développement, AFD).